# Tarifni sistem
Tarifni sistem je sistem obračunavanja isporučene robe i/ili usluga kupcima kod kontinuirane prodaje.
Tarifnim sistemom se određuju:
- osnovni tarifni elementi za obračunavanje vrednosti robe i/ili usluge kupcima
- kriterijumi i merila za određivanje nivoa cena
- načela i kriterijumi za određivanje tarifnih stavova i način utvrđivanja i korišćenja računskih elemenata kod formiranje cene

Tarifni sistemi primenjuju se kod:
- Elektrodistribucija
- Sistem daljinskog grejanja
- Vodovod i kanalizacija
- Poštanski sistem
- Telekomunikacione usluge
- Javni prevoz
- Aerodromske usluge
- Druge javne usluge

## Tarifni elementi
Tarifni elementi su određene veličine koja učestvuju u formiranju pojedinih elemenata cene, odnosno pojedinih tarifnih stavova.
Tarifni elementi za koje se utvrđuju tarifni stavovi su, na primer, kod sistema daljinskog grejanja:
- priključna snaga,
- isporučena količina toplotne energije,
- očitavanje merača, raspodela troškova, obračun i naplata,
- nadzor nad gradnjom priključnog voda i toplotne podstanice,
- probna ispitivanja i probni rad,
- druge nestandardne usluge.

## Tarifni stavovi
Tarifni stavovi se utvrđuju za pojedinačne tarifne elemente
Tako, kod sistema daljinskog grejanja, tarifni stavovi za pojedinačne tarifne elemente mogu biti:
- cena za jedinicu priključne snage u din/(kW x mesec)
- cena za jedinicu isporučene količine toplotne energije:
  - za toplotnu energiju u din/kWh,
  - za sanitarnu toplu vodu u din/m3,
- cene raspodele troškova (sistem delitelja), očitavanja merača (na nivou predajnog mesta), obračuna i naplate u din/mernom mestu, odnosno u din/obračunskom mestu,
- cene za nadzor nad gradnjom priključnog toplovoda i toplotne podstanice,
- cene za probna ispitivanja i probni rad,
- cene drugih nestandardnih usluga.

## Zonsko tarifriranje
Tarifni sistem može biti podeljen u dve ili više zona. To nazivamo zonsko tarifriranje. U tom slučaju, po utvrđenom sistemu određuju se različite cene za različite količine isporučene robe i/ili usluga po zonama. 
U zavisnosti od kriterijuma zone se mogu odrediti tako da budu:
- Količinske zone - kod elektrodistribucije imamo slučaj da kao meru podsticanja štednje imamo tri zone: zelenu, plavu i crvenu, gde se progresivno povećava cena isporučene električne energije kako se povećava potrošnja.
- Finanskijske zone - ovde se u zavisnosti od vrednosti naručenih dobara formiraju zone
- Vremenske zone - kod telekomunikacionih usluga imamo zonu jakog i slabog saobraćaja
- Geografske zone - kod javnog prevoza imamo zone koje se formiraju u zavisnosti od udaljenosti mesta prevoza